# Tilda Swinton
Katherine Mathilda Swinton, més coneguda sota el nom de Tilda Swinton, (Londres, 5 de novembre de 1960) és una actriu de teatre i de cinema i productora anglesa, guanyadora dels premis Oscar i BAFTA.

## Biografia
Diplomada a la Universitat de Cambridge en Ciències polítiques i socials.
Va treballar en el Traverse Theatre a Edimburg i a la Royal Shakespeare Company abans de començar la seva carrera al cinema a mitjans dels 80.
Els seus primers passos al món del cinema inclouen diversos papers del director Derek Jarman, així com el paper protagonista d'Orlando, la versió cinematogràfica de Sally Potter a partir de la novel·la de Virginia Woolf.
Swinton es va fer popular per un curt període el 1995, quan va aparèixer com una exposició vivent en la Serpentine Gallery de Londres, Anglaterra. Va estar exposada al públic durant una setmana, adormida o aparentment adormida, en una caixa de vidre, com a part d'una de les obres de l'artista Cornelia Parker. A l'any següent, l'obra, titulada The Maybe, va ser repetida en una galeria de Roma. També va aparèixer en el vídeo musical "The Box" d'Orbital.
Més recentment la seva carrera s'ha enfocat més cap a projectes de més audiència, inclòs el paper protagonista de The Deep End. Va aparèixer en Constantine al costat de Keanu Reeves, com a actriu secundària en pel·lícules com Vanilla Sky amb Tom Cruise i The Beach, amb Leonardo DiCaprio. Swinton també ha participat en la pel·lícula britànica Young Adam al costat d'Ewan McGregor, i ha participat com a membre del jurat en el Festival de Canes de 2004.
El 2005, va participar en The Chronicles of Narnia: The Lion, the Witch and the Wardrobe interpretant el paper de la Bruixa Blanca. Així com l'adaptació cinematogràfica de Thumbsucker de Mike Mills.
Va tenir dos fills bessons amb John Byrne, Xavier i Honor, però viu amb Sandro Kopp, un pintor alemany.
L'any 2020 va dirigir un vídeo musical de música barroca protagonitzat pels seus gossos, quatre springer spaniels que corren i juguen al so de la peça "Rompo i lacci", de l'òpera Flavio de Händel.

## Filmografia
- 1986: Caravaggio
- 1987: Aria
- 1987: Friendship's death
- 1989: War requiem
- 1990: The Garden
- 1991: Edward II
- 1992: Orlando
- 1995: Wittgentstein
- 1996: Perversions femenines (Female Perversions)
- 1997: Conceiving Ada
- 1997: Love is the devil
- 1999: The War Zone
- 2000: The Beach
- 2000: The Deep End
- 2000: The Dilapidated Dwelling
- 2001: Vanilla Sky
- 2002: Adaptation
- 2002: Young Adam
- 2002: Teknolust
- 2003: La sentència (The Statement)
- 2004: Broken Flowers
- 2005: Thumbsucker
- 2005: Constantine
- 2005: The Chronicles of Narnia: The Lion, the Witch and the Wardrobe
- 2006: Stephanie Daley
- 2007: Michael Clayton
- 2007: A London férfi
- 2008: The Chronicles of Narnia: Prince Caspian
- 2008: Cremeu-ho després de llegir-ho
- 2008: El curiós cas de Benjamin Button
- 2008: Phantasmagoria: The Visions of Lewis Carroll
- 2008: Julia
- 2009: The Limits of Control
- 2009: ¨The Invisible Frame
- 2009: I Am Love
- 2010: The Chronicles of Narnia: The Voyage of the Dawn Treader
- 2011: We Need to Talk About Kevin
- 2011: Genevieve Goes Boating
- 2012: Moonrise Kingdom
- 2013: The Stars (Are Out Tonight)
- 2013: Only Lovers Left Alive
- 2013: When Björk Met Attenborough
- 2013: Snowpiercer
- 2013: The Zero Theorem
- 2014: The Grand Budapest Hotel
- 2015: Trainwreck
- 2015: A Bigger Splash[6]
- 2016: Hail, Caesar!
- 2016: Doctor Strange
- 2016: Hail, Caesar!
- 2017: Letters from Baghdad
- 2017: Okja
- 2017: War Machine
- 2018: Isle of Dogs
- 2018: Suspiria
- 2019: Avengers: Endgame
- 2019: The Dead Don't Die
- 2019: The Personal History of David Copperfield
- 2019: The Souvenir
- 2021: The French Dispatch
- 2021: The Souvenir Part II
- 2021: Memoria
- 2022: Pinotxo (Pinocchio)

## Premis i nominacions

### Premis Oscar
| Any  | Categoria                | Pel·lícula      | Resultat   |
| ---- | ------------------------ | --------------- | ---------- |
| 2008 | Millor actriu secundària | Michael Clayton | Guanyadora |

### Globus d'Or
| Any  | Categoria                | Pel·lícula                  | Resultat  |
| ---- | ------------------------ | --------------------------- | --------- |
| 2012 | Millor actriu dramàtica  | We Need to Talk About Kevin | Candidata |
| 2008 | Millor actriu secundària | Michael Clayton             | Candidata |
| 2002 | Millor actriu dramàtica  | The Deep End                | Candidata |

### BAFTA
| Any  | Categoria                | Pel·lícula                  | Resultat   |
| ---- | ------------------------ | --------------------------- | ---------- |
| 2012 | Millor actriu            | We Need to Talk About Kevin | Candidata  |
| 2007 | Millor actriu secundària | Michael Clayton             | Guanyadora |

### Screen Actors Guild
| Any  | Categoria         | Pel·lícula      | Resultat  |
| ---- | ----------------- | --------------- | --------- |
| 2007 | Actriu secundària | Michael Clayton | Candidata |

### Festival Internacional de Cinema de Venècia
| Any  | Categoria                     | Pel·lícula | Resultat  |
| ---- | ----------------------------- | ---------- | --------- |
| 1991 | Millor interpretació femenina | Edward II  | Candidata |